# Langue des signes de Tebul
La langue des signes de Tebul, est la langue des signes utilisée par les personnes sourdes et leurs proches du village d'Uluban de la commune de Diankabou, dans le Cercle de Koro et la région de Mopti au Mali.

## Caractéristiques
La langue des signes de Tebul n'a pas de système d'écriture.